# Andy Milder
Andy Milder (Omaha, 16 agosto 1969) è un attore statunitense.

## Biografia
È conosciuto principalmente per aver interpretato dal 2005 al 2009 il ruolo di Dean Hodes nella serie televisiva Weeds.
È sposato con il medico Betty Lee e vive a Manhattan Beach (California).

## Filmografia

### Cinema
- Giorni di gloria... giorni d'amore (For the Boys), regia di Mark Rydell (1991)
- Una figlia in carriera (I'll Do Anything), regia di James L. Brooks (1994)
- Inviati molto speciali (I Love Trouble), regia di Charles Shyer (1994)
- Apollo 13, regia di Ron Howard (1995)
- Armageddon - Giudizio finale (Armageddon), regia di Michael Bay (1998)
- Domino, regia di Tony Scott (2005)
- Vizi di famiglia (Rumor Has It...), regia di Rob Reiner (2005)
- Transformers, regia di Michael Bay (2007)
- Frost/Nixon - Il duello (Frost/Nixon), regia di Ron Howard (2008)
- Sette anime (Seven Pounds), regia di Gabriele Muccino (2008)
- Stolen - Rapiti (Stolen Lives), regia di Anders Anderson (2009)
- The Artist, regia di Michel Hazanavicius (2011)

### Televisione
- Il cane di papà (Empty Nest) – serie TV, episodio 4x06 (1991)
- Sposati... con figli (Married... with Children) – serie TV, episodio 7x06 (1992)
- Blue Jeans (The Wonder Years) – serie TV, episodi 6x21-6x22 (1993)
- Murphy Brown – serie TV, episodio 7x12 (1994)
- NYPD - New York Police Department (NYPD Blue) – serie TV, episodio 4x07 (1996)
- Star Trek: Deep Space Nine – serie TV, episodio 5x24 (1997)
- Saranno famosi a Los Angeles (Fame L.A.) – serie TV, 21 episodi (1997-1998)
- Dalla Terra alla Luna (From the Earth to the Moon) – miniserie TV, episodi 4-6 (1998)
- Due papà da Oscar (Brother's Keeper) – serie TV, episodio 1x10 (1998)
- Godzilla: The Series – serie TV animata, episodio 2x04 (1999) (voce)
- Becker – serie TV, episodio 3x07 (2000)
- Star Trek: Voyager – serie TV, episodio 7x24 (2001)
- Dharma & Greg – serie TV, episodi 4x22-4x24 (2001)
- Il mutante (Project Viper) – film TV (2002)
- West Wing - Tutti gli uomini del Presidente (The West Wing) – serie TV, episodi 2x01-2x17-4x21 (2000-2003)
- Prima o poi divorzio! (Yes, Dear) – serie TV, episodio 4x06 (2003)
- Boston Legal – serie TV, episodio 1x02 (2004)
- Dr. House - Medical Division (House, M.D.) – serie TV, episodio 1x08 (2005)
- CSI: NY – serie TV, episodio 1x15 (2005)
- Medium – serie TV, episodio 1x15 (2005)
- Six Feet Under – serie TV, episodio 5x05 (2005)
- Drake & Josh – serie TV, episodio 3x13 (2006)
- Joey – serie TV, episodio 2x19 (2006)
- Ugly Betty – serie TV, episodio 1x06 (2006)
- Settimo cielo (7th Heaven) – serie TV, episodio 11x09 (2006)
- Legion of Super Heroes – serie TV animata, 24 episodi (2006-2008) (voce)
- Private Practice – serie TV, episodi 1x03-2x08 (2007-2008)
- Trust Me – serie TV, episodio 1x03 (2009)
- Parks and Recreation – serie TV, 4 episodi (2010-2011)
- The Middle – serie TV, episodi 1x24-2x24 (2010-2011)
- The Closer – serie TV, episodio 7x03 (2011)
- Batman: The Brave and the Bold – serie TV animata, 4 episodi (2009-2011) (voce)
- Criminal Minds – serie TV, episodio 7x02 (2011)
- The Mentalist – serie TV, episodio 4x18 (2012)
- Royal Pains – serie TV, episodio 4x08 (2012)
- Weeds – serie TV, 58 episodi (2005-2012)
- Generator Rex – serie TV animata, episodio 3x14 (2013) (voce)
- Grey's Anatomy – serie TV, episodio 9x13 (2013)
- Masters of Sex – serie TV, episodio 2x11 (2014)
- NCIS - Unità anticrimine (NCIS) – serie TV, episodio 12x11 (2015)
- Perception – serie TV, episodi 3x08-3x13 (2014-2015)
- Hot in Cleveland – serie TV, episodio 6x14 (2015)
- Rizzoli & Isles – serie TV, episodio 6x07 (2015)
- Austin & Ally – serie TV, 17 episodi (2011-2015)
- Bones – serie TV, episodi 6x20-11x09 (2011-2015)
- Rosewood – serie TV, episodio 2x16 (2017)
- Transformers: Robots in Disguise – serie TV animata, 6 episodi (2015-2017) (voce)
- Lucifer – serie TV, episodio 3x06 (2017)
- Pappa e ciccia (Roseanne) – serie TV, episodio 10x07 (2018)
- The Resident – serie TV, episodio 2x07 (2018)

## Doppiatori italiani
Nelle versioni in italiano dei suoi lavori, Andy Milder è stato doppiato da:
- Antonio Angrisano in Dr. House - Medical Division, The Middle (ep. 2x24)
- Luigi Ferraro in Private Practice, Bones (ep. 6x20)
- Raffaele Palmieri in The Middle (ep. 1x24), Bones (ep. 11x09)
- Maurizio Reti in CSI: NY
- Ambrogio Colombo in The Closer
- Mino Caprio in Criminal Minds
- Roberto Certomà in Weeds
- Antonio Palumbo in Perception
- Lucio Saccone in The Mentalist
- Carlo Cosolo in Grey's Anatomy
- Roberto Fidecaro in Lucifer